# トンコツTV
『トンコツTV』（トンコツテレビ）は、九州・沖縄地域のNHK総合テレビジョンで2007年から4年度に跨って放送された音楽バラエティ番組である。NHK福岡放送局・NHK九州メディス→NHKプラネット九州支社制作。
2008年度からFMで3年放送された『トンコツRADIO』（トンコツラジオ）についても、併せて詳述する。

## 概要
福岡局では以前から、若者の才能を発掘する番組として、博多華丸・大吉と氷川きよしを司会に起用した『f45』や、華丸・大吉に加え『なんしよ～ん!?北九州』にも出演していた中村有志を起用した『BE Sharp!!ふくおか情熱王』などを放送していた。この『トンコツTV』もその系譜に属する番組であり、地域の若者の才能を発掘する内容となっていた。
収録会場は当初キャナルシティ博多が充てられ、番組リハーサルの様子からの全てが公開されたほか、収録当日は携帯電話を使った企画や、会場限定のイベントなども行われた。2007年6月24日の番組開始に先立ち、立ち上げ時の司会であった守本奈実がFM福岡など地元の民放ラジオ3社の番組に出演するという、防災関連企画以外では異例とも言える対応がとられた。
2008年度以降
2008年度以降は、放送回数こそ変えないものの金曜夜の『九州沖縄スペシャル』枠に移った。これに合わせ番組のスタイルが“ガチンコバトル”形式に改められ、会場の観客50人の意見を参考にしながら、ゲスト陣が最も応援したい人「三ツ星トンコツアーティスト」を選出。選ばれたアーティストについては放送されたときの映像から1分・2分のスポットが作られ、トータルで50回放送された。これにより映像も出演アーティスト主体となり、MCの役割も単なる番組進行となった。
2009年夏と2010年冬は、会場がキャナルシティから福岡局テレビホールに変更された。2010年度はラジオ主体となり、テレビは10月に『MUSIC CITY TENJIN』とのコラボレーション企画として天神中央公園で1回収録されただけである。
2011年度改編でテレビ・ラジオとも全面的に企画が刷新され、新番組『トン☆スタ』に移行した。今後従前の『トンコツTV』形式の番組は、『トン☆スタ』のスペシャル版という形での実施となる。これはNHK北海道ネットワークの『INFO H』と『LIVE H』の関係に似ている。

## 放送日時
収録・放送は不定期。
第1回
- 収録日：2007年6月17日
- 本放送（福岡県内の総合テレビ）：2007年6月24日 13:05 - 13:48
なお、これにより『笑いがいちばん』、『ふだん着の温泉』などは休止。
- 再放送（九州・沖縄の総合テレビ）：2007年8月12日 1:10 - 1:53
11日深夜。福岡以外の九州・沖縄各県は初回放送。

第2回
- 収録日：2007年9月8日
- 本放送（福岡県内の総合テレビ）：2007年9月17日 14:00 - 14:43
- 再放送（福岡県内の総合テレビ）：2007年9月24日 1:35 - 2:18（23日深夜）

第3回
- 収録日：2008年1月19日
- 本放送（福岡県内の総合テレビ）：2008年2月3日 16:30 - 17:13
- 再放送（九州・沖縄の総合テレビ）：2008年2月11日 1:30 - 2:13
10日深夜。福岡以外の九州・沖縄各県は初回放送。

第4回以降
- 放送時間：『九州沖縄スペシャル』枠

## 出演者

### レギュラー
進行役
- カンニング竹山（第1回のみ）
- ラーメン店の大将：大塚ムネト（第2回から第11回まで）
劇団「ギンギラ太陽'S」座長。
- トン・ニーノ（T-Pistonz+KMC。第12回）
- 守本奈実（第7回まで）
転勤により降板。
- 藤井まどか（第8回から第11回まで）
前任者の転勤により鹿児島から通う形で担当。
- 渡邊佐和子（第12回）

会場リポーター（第1回のみ）
- 未欧（モデル）

レギュラーコメンテーター
- 深町健二郎

### パフォーマー・トンコツサミット
コメンテーターには「トンコツサミット」という名称がつけられ、パフォーマーたちに様々意見を述べた。
| 回 | 収録日        | 放送日         | ゲスト                              | パフォーマー                                                | コメンテーター                           |
| -- | ------------- | -------------- | ----------------------------------- | ----------------------------------------------------------- | ---------------------------------------- |
| 1  |               |                | 豚骨ピストンズ                      | - sodopp - Female 1000W - 男の浪漫                          | - 坂井滋和 - 河原成美                    |
| 2  |               |                | ギンギラ太陽'S                      | - BROWN SUGAR - surficial - HOLIDAY OF SEVENTEEN - 坂田精二 | - 河原成美 - 日野晃博                    |
| 3  |               |                |                                     | - KNOTLAMP - FuzzPicks - 桃 - Majestic5 - KATSUYA&TOSHIKI   | - パパイヤ鈴木 - 電撃チョモランマ隊      |
| 4  | 2008年3月16日 | 2008年4月4日   |                                     | （7組出演、うち6組が審査対象） 三ツ星：Hirugi.co（ヒルギ）  | - パパイヤ鈴木 - 鮎川誠・シーナ夫妻      |
| 5  | 2008年6月15日 | 2008年7月4日   |                                     | （6組出演） 三ツ星：呑トリオ（どんとりお）                  | - つんく♂ - 南流石                       |
| 6  | 2008年9月14日 | 2008年10月3日  |                                     | （5組出演） 三ツ星：井上愛                                  | - マーティ・フリードマン - 夏まゆみ      |
| 7  | 2009年1月18日 | 2009年2月6日   |                                     | （5組出演） 三ツ星：Zero-3                                  | - 笠浩二（C-C-B） - KABA.ちゃん          |
| 8  | 2009年3月15日 | 2009年4月17日  | ON/OFF                              | （5組出演） 三ツ星：ミサンガ                                | - ラッキィ池田 - 吉俣良                  |
| 9  | 2009年6月20日 | 2009年7月3日   | 男の浪漫                            | （5組出演） 三ツ星：伊藤祥平                                | - コロッケ - はたけ（シャ乱Q）           |
| 10 | 2009年9月13日 | 2009年10月2日  | トン・ニーノ KMC（ケムシ）          | （5組出演） 三ツ星：SMALL HANDS                             | - ラッキィ池田 - 井上ヨシマサ            |
| 11 | 2009年12月5日 | 2010年1月8日   |                                     | （5組出演） 三ツ星：CHANCY                                  | - 泉谷しげる - 鶴久政治 - RYON・RYON     |
| 12 | 2010年10月3日 | 2010年11月19日 | T-Pistonz+KMC ギンギラ太陽'S 井上愛 | （7組出演） 九州男児Jr.                                     | - 鶴久政治 - 中村あゆみ - HITOE（SPEED） |

## トンコツRADIO

### 概要（トンコツRADIO）
2008年度、九州・沖縄地域のFM放送で新たに始められた番組。原則毎月放送することにより、いわばテレビ版の予選番組としての役割を担い、かつテレビ版の最新情報についても提供された。
なお、『トン☆スタ』通常版はラジオ番組を引き継いでいる。

### 放送日時（トンコツRADIO）
2008・2009年度
- 最終日曜 22:00 - 22:55

2010年度
- 最終土曜 18:00 - 18:50
- 翌週土曜 0:00 - 0:50（金曜深夜）

### 出演者・スタッフ（トンコツRADIO）
- 豚兄（とんにい、豚骨ピストンズ）→トン・ニーノ（T-Pistonz+KMC）
同一人物。
- 守本奈実（2008年度）
- 米谷奈津子（2009・2010年度）
- 鶴久政治（2010年度）
- 前田美基（ディレクター）
番組終了時まで『夕べのひととき』パーソナリティ。

## こぼれ話
2010年冬は、泉谷しげるが出演したことにより、レギュラーの深町が「これまでの予定調和ではいかない」と述べ、大荒れの内容となった。
冒頭、藤井が不用意な発言を行ったことで泉谷がいきなり切れ、藤井に向かって審査票、お品書き（出演アーティストをメニュー形式で紹介したもの）などを投げつけた。泉谷は以後も出演者に厳しいコメントを連発。その雰囲気に引きずり込まれたのか、会場審査員の反応も低調で、50人審査で出された最高得点が31点止まりと、それまでで最低となった。しかしこれについては、深町が最後に「（過去11回の中で）一番原石に出会えた」とコメント。番組のあり方を問い直すきっかけを生んだ回となった。
ただ、最後にMCが「次回また会いましょう」というコメントを発さなかったため、2010年春以降番組が継続されるかどうか不確定な要素が強い。福岡局は2010年、北九州局もその翌年に相次いで開局80周年を迎えるため、福岡局はこの周年事業に資源をシフトしつつあった。RADIOについては時間移動で継続されたものの、TVについては藤井が大阪局へ“出荷”されたこともあり2010年冬以降目立った動きは暫く見られなかった。